# Гилл, Энтони
Энтони Ремерал Гилл (англ. Anthony Remeral Gill; род. 17 октября 1992, Шарлотт, штат Северная Каролина, США) — американский профессиональный баскетболист, играющий на позиции тяжёлого форварда.

## Карьера
Не став выбранным на драфте НБА 2016 года, Гилл подписал контракт с клубом «Ризен Людвигсбург», но не пройдя медицинский осмотр покинул команду.
Сезон 2016/2017 Гилл провёл в «Ешильгиресун». В составе турецкой команды провёл 30 матчей, набирая в среднем за игру 14,4, 6,9 подбора и 0,9 передачи.

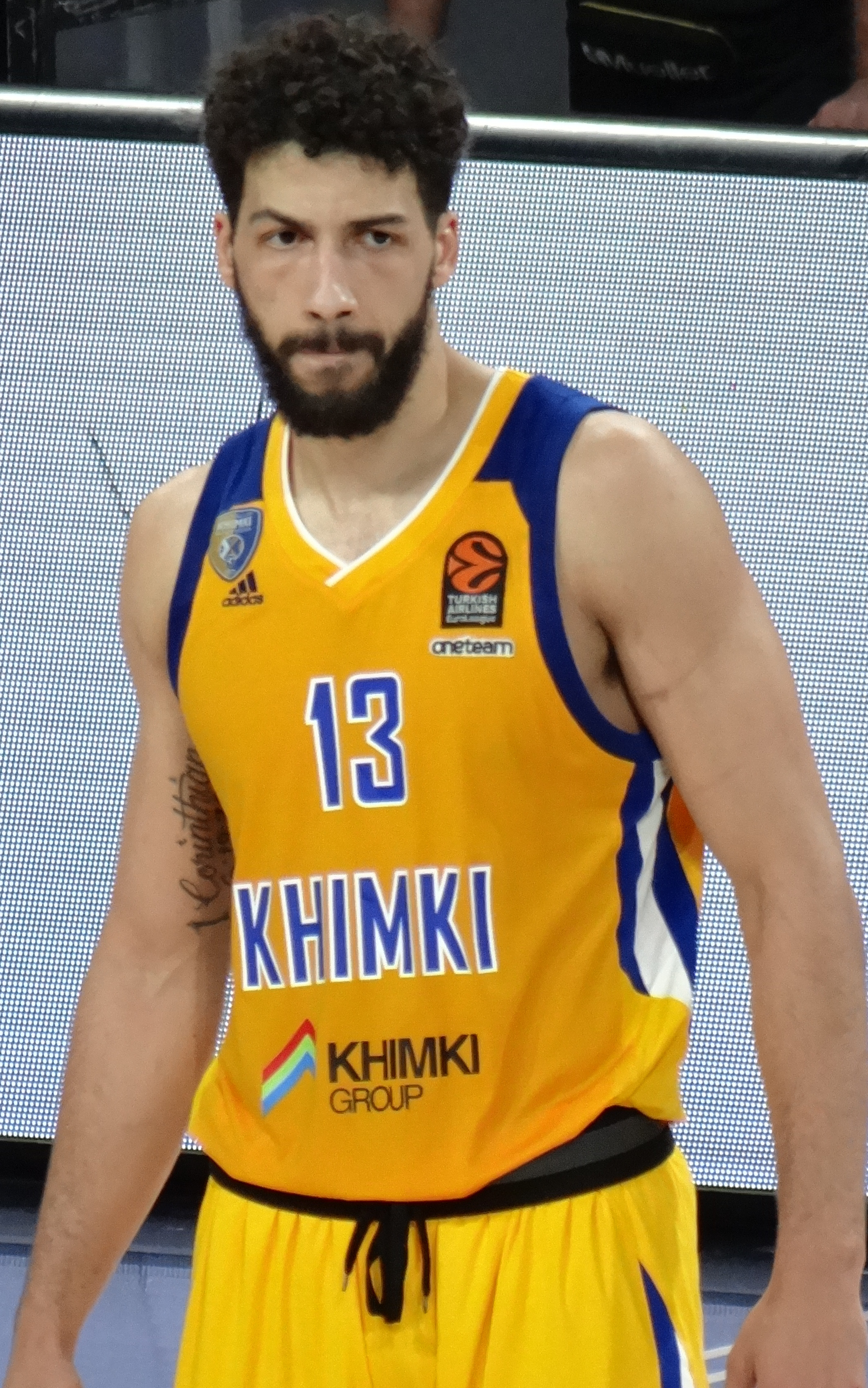
Энтони Гилл в составе «Химок»

В июле 2017 года подписал 2-летний контракт с «Химками». В составе подмосковного клуба Энтони дебютировал в Евролиге, где в среднем набирал 11,8 очка, 4,5 подбора и 1 передачу при средней эффективности в 13,1 балл. В Единой лиге ВТБ его показатели составили 9,6 очка, 4,9 подбора и 1,1 передача при эффективности в 12,4 балла.
24 января 2018 года стал известен состав команд на «Матч всех звёзд» Единой лиги ВТБ. По итогам голосования болельщиков и СМИ Гилл попал в состав команды «Звёзды Мира». В этом матче Энтони провёл на площадке 26 минут 59 секунд и набрал 16 очков, 3 подбора и 3 передачи.
В июне 2018 года продлил контракт с «Химками» ещё на 2 года.
В январе 2019 года Гилл вновь был выбран участником «Матч всех звёзд Единой лиги ВТБ», но из-за полученной травмы тазобедренного сустава в матче Евролиги против «Олимпиакоса» (57:71) перенёс операцию и выбыл до конца сезона 2018/2019.
В августе 2020 года Евролига представила символическую команду «Химок» последнего десятилетия. Команда была определена путём 3-недельного голосования болельщиков на сайте Евролиги. По итогам голосования Гилл занял 3 место.
В ноябре 2020 года Гилл подписал 2-летний контракт с «Вашингтон Уизардс». В 44 матчах Энтони в среднем набирал 4,1 очка и 1,9 подбора.
В июле 2022 года Гилл подписал новый 2-летний контракт с «Вашингтон Уизардс».
25 июля 2024 года Гилл переподписал контракт с «Вашингтоном».

## Личная жизнь
Гилл родился с повреждением нерва, что привело к временному параличу правой стороны лица. По этой причине одна из его бровей выше, чем другая.
Когда Гиллу было 12 лет, его родители развелись, что стало для Энтони огромным ударом. В 2011 году его семью подстерегала ещё один страшная новость. Перед дебютом в студенческом баскетболе у матери Гилла был диагностирован рак груди. Энтони проводил много времени рядом с Сэнди на протяжении месяцев и сыграл важную роль в её выздоровлении. Рак вернулся во время первого сезона Энтони в NCAA, но мама прошла ещё один курс лечения и сейчас полностью здорова.
Энтони имеет репутацию шутника. Однажды он сказал репортеру, что в свободное время занимается фокусами, хотя не знал ни одного трюка. Журналист начал планировать, как раскрутить эту историю, но не успел опубликовать текст — Гилл позвонил и признался, что все придумал. В другой раз игрок на полном серьезе уверял интервьюера, что у него есть сиамская кошка с двумя головами.
В годы игры за студенческую команду Гилл жил в одном номере с партнером по команде Дарионом Аткинсом и «случайно» проливал на него воду во время сна, а затем, когда Аткинс начал закрывать дверь, Гилл научился взламывать замок и снова поливать водой партнера.
3 мая 2019 года в семье Энтони и его супруги Дженны родился сын. Родители дали сыну имя Энтони.

## Благотворительность
В конце октября 2018 года Гилл посетил подмосковный социально-реабилитационный центр «Тёплый приём» для людей, оставшихся без крова. Перед поездкой в центр Энтони отправился в супермаркет, где закупил полную машину крупы, макарон, мяса, овощей, фруктов, хлеба и сладостей. Директор центра Илья Кусков рассказал Гиллу о жизни бездомных и нуждах организации, а также провёл экскурсию по «Тёплому приёму».

## Достижения
- Серебряный призёр Единой лиги ВТБ: 2017/2018
- Серебряный призёр чемпионата России: 2017/2018

## Статистика

### Статистика в НБА
| Сезон                                                                                    | Команда   | Регулярный сезон | Регулярный сезон | Регулярный сезон | Регулярный сезон | Регулярный сезон | Регулярный сезон | Регулярный сезон | Регулярный сезон | Регулярный сезон | Регулярный сезон | Регулярный сезон | Серия плей-офф | Серия плей-офф | Серия плей-офф | Серия плей-офф | Серия плей-офф | Серия плей-офф | Серия плей-офф | Серия плей-офф | Серия плей-офф | Серия плей-офф | Серия плей-офф |
| Сезон                                                                                    | Команда   | GP               | GS               | MPG              | FG%              | 3P%              | FT%              | RPG              | APG              | SPG              | BPG              | PPG              | GP             | GS             | MPG            | FG%            | 3P%            | FT%            | RPG            | APG            | SPG            | BPG            | PPG            |
| ---------------------------------------------------------------------------------------- | --------- | ---------------- | ---------------- | ---------------- | ---------------- | ---------------- | ---------------- | ---------------- | ---------------- | ---------------- | ---------------- | ---------------- | -------------- | -------------- | -------------- | -------------- | -------------- | -------------- | -------------- | -------------- | -------------- | -------------- | -------------- |
| 2020/21                                                                                  | Вашингтон | 26               | 4                | 8,4              | 50,0             | 29,2             | 81,3             | 2,0              | 0,4              | 0,4              | 0,2              | 3,1              | 4              | 0              | 8,3            | 0,0            | 0,0            | -              | 1,0            | 0,0            | 0,0            | 0,0            | 0,0            |
| 2021/22                                                                                  | Вашингтон | 44               | 0                | 10,5             | 56,9             | 53,8             | 80,8             | 1,9              | 0,6              | 0,1              | 0,3              | 4,1              | Не участвовал  | Не участвовал  | Не участвовал  | Не участвовал  | Не участвовал  | Не участвовал  | Не участвовал  | Не участвовал  | Не участвовал  | Не участвовал  | Не участвовал  |
| 2022/23                                                                                  | Вашингтон | 59               | 8                | 10,6             | 53,8             | 13,8             | 73,1             | 1,7              | 0,6              | 0,1              | 0,2              | 3,3              | Не участвовал  | Не участвовал  | Не участвовал  | Не участвовал  | Не участвовал  | Не участвовал  | Не участвовал  | Не участвовал  | Не участвовал  | Не участвовал  | Не участвовал  |
| 2023/24                                                                                  | Вашингтон | 50               | 3                | 9,3              | 46,9             | 24,4             | 80,6             | 1,9              | 0,7              | 0,3              | 0,2              | 3,8              | Не участвовал  | Не участвовал  | Не участвовал  | Не участвовал  | Не участвовал  | Не участвовал  | Не участвовал  | Не участвовал  | Не участвовал  | Не участвовал  | Не участвовал  |
| 2024/25                                                                                  | Вашингтон | 51               | 0                | 7,8              | 48,9             | 32,3             | 66,0             | 1,3              | 0,3              | 0,2              | 0,0              | 2,5              | Не участвовал  | Не участвовал  | Не участвовал  | Не участвовал  | Не участвовал  | Не участвовал  | Не участвовал  | Не участвовал  | Не участвовал  | Не участвовал  | Не участвовал  |
|                                                                                          | Всего     | 230              | 15               | 9,4              | 51,2             | 29,8             | 75,1             | 1,7              | 0,5              | 0,2              | 0,2              | 3,4              | 4              | 0              | 8,3            | 0,0            | 0,0            | -              | 1,0            | 0,0            | 0,0            | 0,0            | 0,0            |
| Наведите курсор мыши на аббревиатуры в заголовке таблицы, чтобы прочесть их расшифровку. |           |                  |                  |                  |                  |                  |                  |                  |                  |                  |                  |                  |                |                |                |                |                |                |                |                |                |                |                |

### Статистика в NCAA
| Сезон | Команда        | Conf           | Class          | GP  | GS | MPG  | FG%  | 3P%   | FT%  | RPG | APG | SPG | BPG | PPG  |
| --- | -------------- | -------------- | -------------- | --- | -- | ---- | ---- | ----- | ---- | --- | --- | --- | --- | ---- |
| 2011/12 | Южная Каролина | SEC            | FR             | 31  | 26 | 25,3 | 45,3 | 39,3  | 64,6 | 4,7 | 1,1 | 0,5 | 0,3 | 7,6  |
| 2013/14 | Виргиния       | ACC            | SO             | 37  | 6  | 19,8 | 58,7 | -     | 62,7 | 4,0 | 0,4 | 0,3 | 0,5 | 8,6  |
| 2014/15 | Виргиния       | ACC            | JR             | 34  | 30 | 25,3 | 58,2 | 0,0   | 67,7 | 6,5 | 0,9 | 0,9 | 0,5 | 11,6 |
| 2015/16 | Виргиния       | ACC            | SR             | 37  | 37 | 28,0 | 58,0 | 100,0 | 74,6 | 6,1 | 0,8 | 0,6 | 0,6 | 13,8 |
| Всего | Всего          | Всего          | Всего          | 139 | 99 | 24,5 | 55,6 | 41,9  | 68,0 | 5,3 | 0,8 | 0,6 | 0,5 | 10,5 |
| Южная Каролина | Южная Каролина | Южная Каролина | Южная Каролина | 31  | 26 | 25,3 | 45,3 | 39,3  | 64,6 | 4,7 | 1,1 | 0,5 | 0,3 | 7,6  |
| Виргиния | Виргиния       | Виргиния       | Виргиния       | 108 | 73 | 24,3 | 58,2 | 66,7  | 68,6 | 5,5 | 0,7 | 0,6 | 0,5 | 11,3 |
| Наведите курсор мыши на аббревиатуры в заголовке таблицы, чтобы прочесть их расшифровку Статистика приведена с сайта sports-reference.com |                |                |                |     |    |      |      |       |      |     |     |     |     |      |

### Статистика в других лигах
| Сезон | Команда           | Лига              | GP  | GS  | MPG  | FG%  | 3P%  | FT%  | RPG | APG | SPG | BPG | PFL | TOV | PPG  |
| --- | ----------------- | ----------------- | --- | --- | ---- | ---- | ---- | ---- | --- | --- | --- | --- | --- | --- | ---- |
| 2016/17 | Ешильгиресун      | Чемпионат Турции  | 30  | 29  | 31,0 | 65,5 | 46,5 | 76,5 | 6,9 | 0,9 | 0,6 | 0,5 | 2,8 | 1,8 | 14,4 |
| 2017/18 | Все клубы         | Все лиги          | 55  | 50  | 24,7 | 57,7 | 42,2 | 74,3 | 4,7 | 1,0 | 0,5 | 0,5 | 2,7 | 1,1 | 10,8 |
| 2017/18 | Химки             | Евролига          | 32  | 31  | 25,9 | 58,8 | 47,8 | 74,3 | 4,5 | 1,0 | 0,5 | 0,6 | 2,8 | 1,3 | 11,8 |
| 2017/18 | Химки             | Единая лига ВТБ   | 23  | 19  | 23,1 | 55,9 | 32,5 | 74,3 | 4,9 | 1,1 | 0,5 | 0,5 | 2,7 | 0,7 | 9,6  |
| 2018/19 | Все клубы         | Все лиги          | 20  | 17  | 24,7 | 58,7 | 30,2 | 81,3 | 3,8 | 1,3 | 0,7 | 0,7 | 2,1 | 1,2 | 11,9 |
| 2018/19 | Химки             | Евролига          | 13  | 11  | 26,7 | 54,6 | 22,2 | 76,7 | 3,5 | 1,6 | 0,8 | 0,6 | 2,4 | 1,2 | 11,5 |
| 2018/19 | Химки             | Единая лига ВТБ   | 7   | 6   | 21,2 | 68,1 | 47,1 | 88,9 | 4,4 | 0,6 | 0,6 | 0,7 | 1,4 | 1,0 | 12,6 |
| 2019/20 | Все клубы         | Все лиги          | 38  | 20  | 19,9 | 58,0 | 43,0 | 81,1 | 4,5 | 1,1 | 0,4 | 0,5 | 2,3 | 1,0 | 9,3  |
| 2019/20 | Химки             | Евролига          | 25  | 11  | 18,9 | 56,7 | 44,0 | 85,0 | 4,5 | 1,2 | 0,3 | 0,4 | 2,4 | 0,8 | 8,3  |
| 2019/20 | Химки             | Единая лига ВТБ   | 13  | 9   | 21,9 | 60,0 | 41,4 | 76,5 | 4,5 | 0,8 | 0,7 | 0,5 | 2,1 | 1,2 | 11,2 |
| Всего | Всего             | Всего             | 143 | 116 | 24,8 | 59,9 | 40,8 | 76,9 | 5,0 | 1,0 | 0,5 | 0,5 | 2,5 | 1,2 | 11,3 |
| В Евролиге | В Евролиге        | В Евролиге        | 70  | 53  | 23,5 | 57,2 | 40,6 | 77,2 | 4,3 | 1,2 | 0,5 | 0,5 | 2,6 | 1,1 | 10,5 |
| В Единой лиге ВТБ | В Единой лиге ВТБ | В Единой лиге ВТБ | 43  | 34  | 22,4 | 59,3 | 38,4 | 77,0 | 4,7 | 0,9 | 0,6 | 0,5 | 2,3 | 0,9 | 10,6 |
| Наведите курсор мыши на аббревиатуры в заголовке таблицы, чтобы прочесть их расшифровку Статистика приведена с сайта basketball.realgm.com |                   |                   |     |     |      |      |      |      |     |     |     |     |     |     |      |